# Штефан-чел-Маре (комуна, Нямц)
Штефан-чел-Маре (рум. Ștefan cel Mare) — комуна у повіті Нямц в Румунії. До складу комуни входять такі села (дані про населення за 2002 рік):
- Бордя (217 осіб)
- Гігоєшть (668 осіб)
- Делень (7 осіб)
- Душешть (161 особа)
- Кирліджі (404 особи)
- Соч (165 осіб)
- Штефан-чел-Маре (1807 осіб)

Комуна розташована на відстані 285 км на північ від Бухареста, 12 км на північний схід від П'ятра-Нямца, 83 км на захід від Ясс.

## Населення
За даними перепису населення 2002 року у комуні проживали 3429 осіб.
Національний склад населення комуни:
| Національність   | Кількість осіб | Відсоток |
| ---------------- | -------------- | -------- |
| румуни           | 3414           | 99,6%    |
| цигани           | 8              | 0,2%     |
| турки            | 3              | 0,1%     |
| угорці           | 2              | 0,1%     |
| німці            | 1              | < 0,1%   |
| росіяни-липовани | 1              | < 0,1%   |

Рідною мовою назвали:
| Мова      | Кількість осіб | Відсоток |
| --------- | -------------- | -------- |
| румунська | 3423           | 99,8%    |
| турецька  | 3              | 0,1%     |
| угорська  | 2              | 0,1%     |
| російська | 1              | < 0,1%   |

Склад населення комуни за віросповіданням:
| Релігія        | Кількість осіб | Відсоток |
| -------------- | -------------- | -------- |
| православні    | 3316           | 96,7%    |
| адвентисти     | 79             | 2,3%     |
| баптисти       | 10             | 0,3%     |
| римо-католики  | 7              | 0,2%     |
| греко-католики | 7              | 0,2%     |
| п'ятдесятники  | 3              | 0,1%     |
| мусульмани     | 3              | 0,1%     |
| реформати      | 2              | 0,1%     |
| унітарії       | 1              | < 0,1%   |

## Зовнішні посилання
- Дані про комуну Штефан-чел-Маре на сайті Ghidul Primăriilor